# 4 tháng 9
Ngày 4 tháng 9 là ngày thứ 247 (248 trong năm nhuận) trong lịch Gregory. Còn 118 ngày trong năm.

## Sự kiện
- 476 – Hoàng đế Tây La Mã cuối cùng là Romulus Augustus bị tướng Odoacer phế truất.
- 626 – Sau sự biến Huyền Vũ môn, Lý Thế Dân lên ngôi hoàng đế triều Đường, tức Đường Thái Tông.
- 1774 – Nhà thám hiểm người Anh James Cook trở thành người châu Âu đầu tiên trông thấy New Caledonia.
- 1781 – Một nhóm gồm 44 người định cư Tây Ban Nha thành lập một thị trấn là tiền thân của thành phố Los Angeles.
- 1882 – Tại Thành phố New York (Hoa Kỳ), hệ thống phân phối điện đầu tiên trên thế giới được đưa vào sử dụng.
- 1904 – Chiến tranh Nga-Nhật: Kuropatkin ra lệnh cho quân Nga rút khỏi Liêu Dương về Phụng Thiên, kết thúc trận Liêu Dương.
- 1948 – Nữ hoàng Wilhelmina của Hà Lan thoái vị tròn 58 năm trị vì bà là quân chủ trong lịch sử trị vì lâu nhất của Hà Lan
- 1958 – Thủ tướng Quốc vụ viện Chu Ân Lai ra tuyên bố về hải phận của Trung Quốc, bao gồm cả Các quần đảo trên biển Đông.
- 1998 – Larry Page và Sergey Brin thành lập Google nhằm thúc đẩy công cụ tìm kiếm web mà họ phát triển từ khi còn là sinh viên Đại học Stanford.

## Sinh
- 1952 – Giuse Ngô Quang Kiệt, Tổng giám mục Tổng giáo phận Hà Nội (2005 – 2010) người Việt Nam.
- 1981 – Beyoncé Knowles, ca sĩ Hoa Kỳ.
- 1991 – Phạm Thị Hương, Hoa hậu Hoàn vũ Việt Nam 2015.

## Mất
- 1907 – Edvard Grieg, nhà soạn nhạc, nhạc trưởng, nghệ sĩ piano người Na Uy (s. 1843)
- 1965 – Albert Schweitzer, tiến sĩ, thầy thuốc, nhà triết học, thần học người Đức (s. 1875)
- 2006 – Giacinto Facchetti, cầu thủ bóng đá Ý (s. 1942)